# Nemesis Divina
Nemesis Divina è il terzo album in studio del gruppo musicale black metal norvegese Satyricon, pubblicato nel 1996 dalla Moonfog Productions.

## Il disco
Da molti considerato il capolavoro della band, Nemesis Divina, con le sue atmosfere epiche e medievaleggianti, è ritenuto una pietra miliare del black metal. Il terzo brano, Mother North, considerato un classico del genere, fu accompagnato da un celebre e controverso videoclip.
Il chitarrista "Kveldulv", citato nei crediti, è in realtà Nocturno Culto dei Darkthrone.  È stato inserito in 6ª posizione nella lista Migliori album Black Metal secondo Decibel.

## Tracce
1. The Dawn of a New Age – 7:27
2. Forhekset – 4:31
3. Mother North – 6:25
4. Du Som Hater Gu – 4:21
5. Immortality Passion – 8:23
6. Nemesis Divina – 6:54
7. Transcendental Requiem of Slaves – 4:44

## Formazione
- Satyr - voce, chitarra elettrica e basso
- Kveldulv - chitarra elettrica
- Frost - batteria

## Altri collaboratori
- Gerlioz – sintetizzatore, pianoforte
- Nebelhexë – voce narrante nel brano "The Dawn of a New Age"